# Santa Cruz Mountains
Die Santa Cruz Mountains bezeichnen eine Gebirgskette in Zentral-Kalifornien im Westen der Vereinigten Staaten, die in nord-südlicher Richtung zwischen San Francisco und der Monterey Bay verläuft.

## Geographie
Die Santa Cruz Mountains sind ein Teil des Pacific Coast Ranges und trennen den Pazifischen Ozean von der Bucht von San Francisco und dem Santa Clara Valley. Die Gebirgskette zieht sich durch die Countys San Francisco, San Mateo, Santa Clara, Santa Cruz, San Benito und Monterey, wobei San Francisco am nördlichen und Salinas am südlichen Ende liegt.
Der nördlichste Teil der Santa Cruz Mountains ist bekannt als der Montara Mountain, südlich der Half Moon Bay Road (California State Route 92), der mittlere Teil wird als Sierra Morena bezeichnet, in dem auch ein Gipfel mit dem Namen Sierra Morena liegt, und sich südlich bis zu einer Lücke beim Lexington Reservoir ausbreitet. Südlich dieser Lücke ist ein Gebirgspass namens Sierra Azul.
Der höchste Punkt des Gebirgszuges ist der Loma Prieta, in dessen Nähe das Epizentrum des Loma-Prieta-Erdbebens lag, das sich 1989 ereignete. Weitere Erhöhungen innerhalb der Gebirgskette sind Mount Umunhum, Mount Bielawski, El Sombroso, Eagle Rock, Black Mountain, und Sierra Morena. Die San-Andreas-Verwerfung verläuft entlang oder in der Nähe der Kamm-Linie innerhalb des Zuges. Die östliche Seite des Gebirges fällt abrupt zu dieser Bruchlinie ab, besonders in der Nähe von Woodside und Saratoga.
Die State Route 35 verläuft größtenteils entlang der Gebirgslinie auf der San Francisco-Halbinsel und ist deshalb als „Skyline Boulevard“ bekannt, während die I-280 östlich der Gebirgslinie verläuft. Die Hauptverkehrswege entlang des Gebirges sind (von Nord nach Süd) SR 92 vom Half Moon Bay bis nach San Mateo, SR 84 von San Gregorio nach Redwood City, SR 9 von Santa Cruz nach Saratoga, SR 17 von Santa Cruz nach Los Gatos, SR 152 von Watsonville nach Gilroy, SR 129 von Watsonville nach San Juan Bautista, und U.S. Highway 101 von Salinas nach Gilroy.

## Geologie
Die Santa Cruz Mountains sind das Ergebnis einer durch Druckkraft der linken Beuge der San Andreas-Verwerfung ausgelösten Erhebung. Einige nennenswerte Gesteinsschichten sind Lompico Sandstone und Vaqueros Sandstone. Geologische Einheiten innerhalb Santa Cruz Mountains sind unter anderem die Lompico Formation und die tiefer liegende Santa Margarita Formation.

## Ökologie

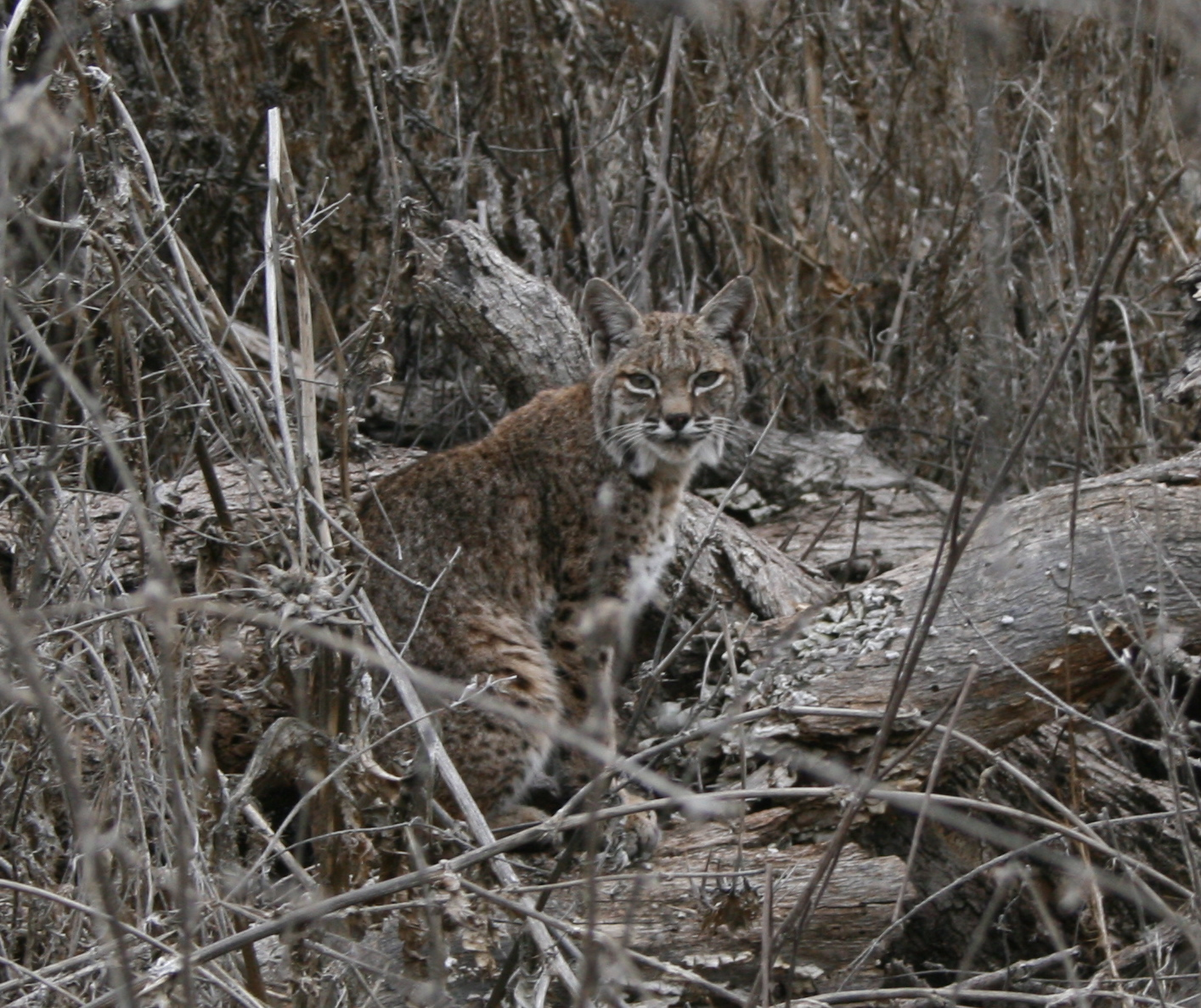
Rotluchs im Winter im Almaden-Quicksilver Park.
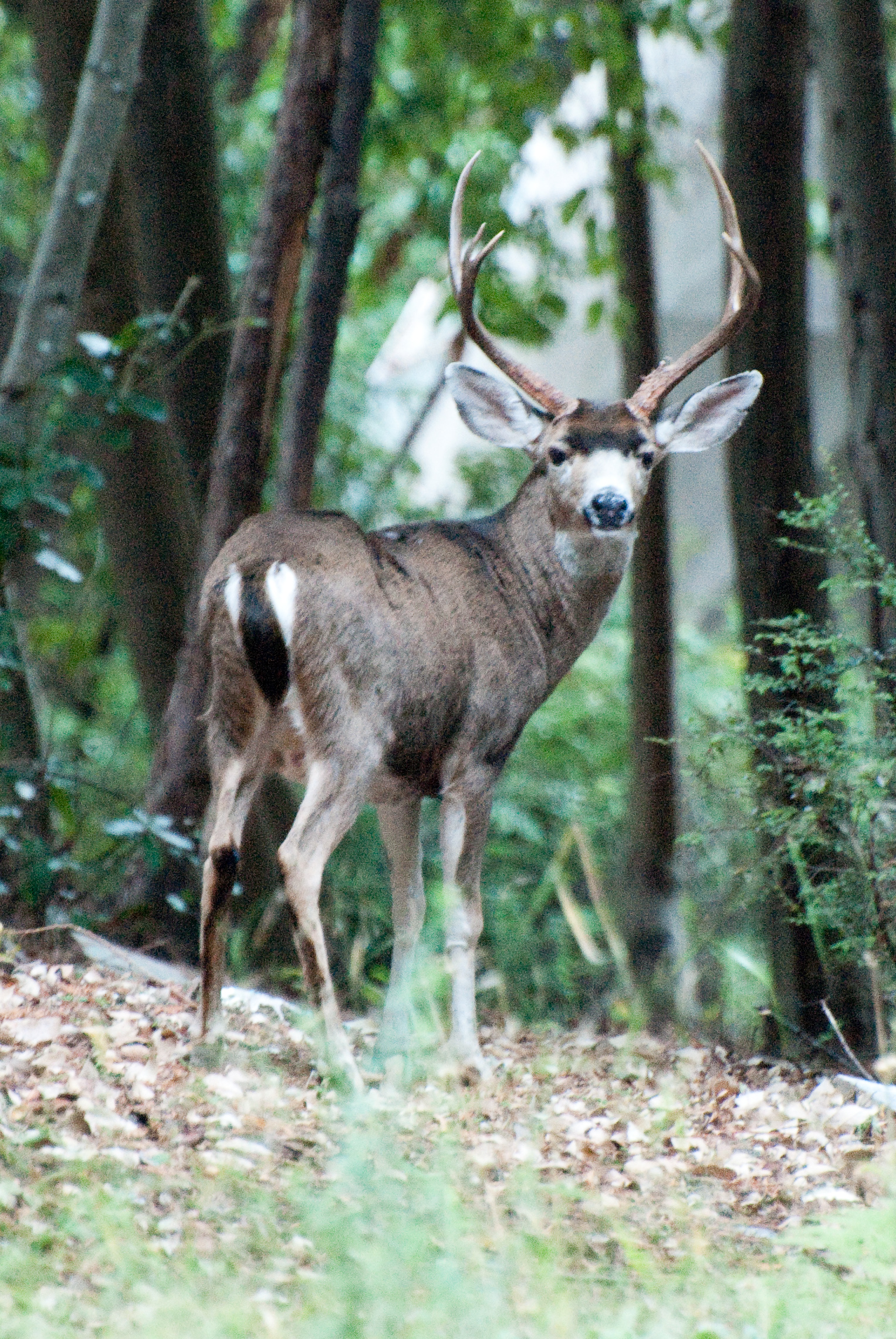
Ein Hirsch in Ben Lomond, Oktober 2009

Die Santa Cruz Mountains sind eine Region mit hoher biologischer Vielfalt. Sie umfassen sowohl kalte, meist an der Küste liegende Ökosysteme, als auch warmes, trockenes Unterholz. Ein großer Teil der Fläche in den Santa Cruz Mountains fällt in die Kategorie des gemäßigten Regenwaldes.
In Tälern und an den dem Ozean zugewandten Hängen wachsen einige der südlichsten Küstenmammutbäume, zusammen mit der Douglasie, die hier ihr südlichstes Ausbreitungsgebiet hat. Quercus agrifolia, der Amerikanische Erdbeerbaum, Myrica californica, Oregon-Ahorn, Kalifornischer Lorbeer und die Kalifornische Schwarzeiche sind auch in den Santa Cruz Mountains zu finden. Weiterhin gibt es einige kleine und abgegrenzte Bestände von Primärwald, vor allem im Henry Cowell Redwoods State Park und im Portola Redwoods State Park und in einem Primärwald am Big Basin. In höheren Lagen und an den sonnigen Südhängen dominiert die Chaparral-Vegetation: Bärentrauben-Arten, Quercus berberidifolia, Adenostoma fasciculatum und Pickeringia montana. Frühblüher können auch sehr häufig angetroffen werden.
In dem Gebiet sind eine Reihe unterschiedlicher Vogelarten wie die Gelbschnabelelster (Pica nuttalli) beheimatet. Darüber hinaus sind sowohl Schwarzhirsche, eine Unterart des Maultierhirschs, Westliche Grauhörnchen, Streifenhörnchen und Waschbären weit verbreitet. Füchse, Kojoten, Rotluchse, Pumas und das vom Menschen importierte Nordopossum leben auch in der Region, werden jedoch seltener gesichtet. Im höheren, trockneren Chaparral bewohnen auch Klapperschlangen die Region.

## Klima
In den Santa Cruz Mountains herrscht ein mediterranes Klima, das typisch für den überwiegenden Teil von Kalifornien ist. Der Großteil des jährlichen Niederschlages fällt zwischen November und April. Laut dem National Weather Service summiert sich dies auf mehr als 1270 mm jährlich. Starke Sommernebel bedecken häufig die westlichen, dem Ozean zugewandten Hänge und Täler, was zu Nieselregen und Nebelnässe führt, das durch Kondensation auf den Mammutbäumen, Kiefern und anderen Baumarten ausgelöst wird und die auf Feuchtigkeit angewiesenen Mammutbäume aufrechterhält. Durch den Effekt des Regenschattens ist der Niederschlag auf der östlichen Seite des Kammes signifikant geringer, nämlich ca. 640 mm pro Jahr. Schnee fällt vereinzelt über das Jahr verteilt auf den höchsten Bergzügen, und noch seltener erhalten die höheren Täler Pulverschnee.
In den Wetterstationen des National Weather Service in den Bergen, unter anderem im Black Mountain 2WSW wurde Folgendes gemessen: durchschnittlicher jährlicher Regenfall 931 mm, maximaler jährlicher Regenfall 2049 mm, durchschnittlicher Schneefall im Jahr 18 mm, maximaler jährlicher Schneefall 200 mm. Los Gatos 5SW – durchschnittlicher jährlicher Regenfall 844 mm, maximaler jährlicher Regenfall 1615 mm, durchschnittlicher Schneefall 69 mm, maximaler jährlicher Schneefall 230 mm; An diesen Stationen wurden keine Temperaturmessungen vorgenommen.
Normale Wintertemperaturen reichen von mehr als 30 °F (~3–4 °C) bis Mitte 50 °F (~13–14 °C), mit häufig vorkommendem Frost in den Tälern, der jedoch selten weit verbreitet oder tief ist. Die Sommertemperaturen erreichen normalerweise Höhen von 80 °F (~28–29 °C), wobei nachts 40–50 °F erreicht werden (~9–12 °C). Temperaturumkehr kann zu jeder Zeit im Jahr auftreten, wenn kalte Luft nach unten sinkt und in den Tälern gefangen bleibt.

## Nutzung und Tourismus

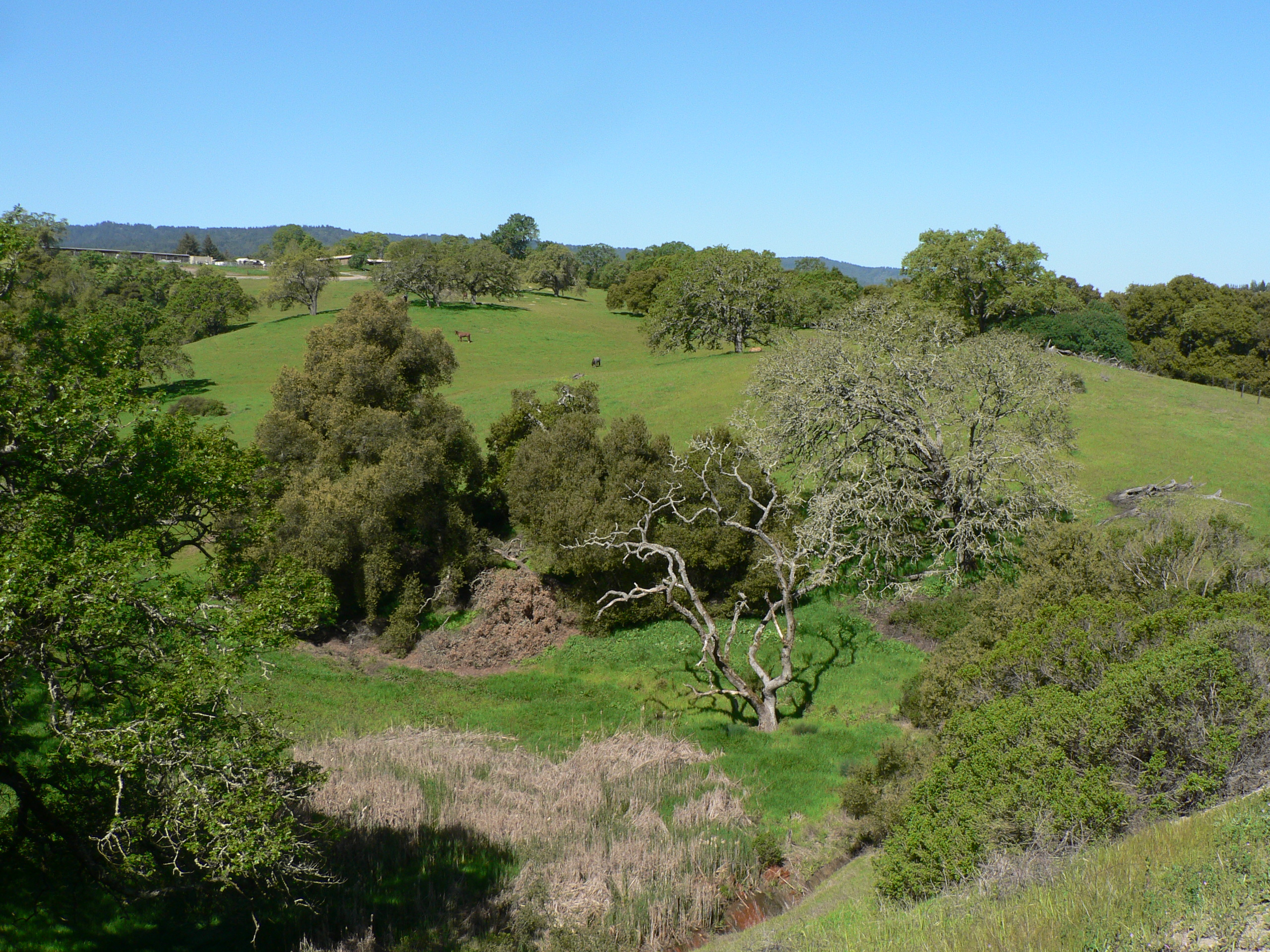
Eine Ranch in den Vorbergen, nördlich der Sand Hill Road, westlich der Interstate 280

Die Santa Cruz Mountains sind seit 1981 rechtlich als Teil der American Viticultural Area definiert. Wein wurde in diesem Gebiet mindestens seit den 1840er-Jahren produziert. Die Santa Cruz Mountain AVA hat sich zu einem hochqualitativen Weinproduzenten entwickelt, der auch am 26. Mai 1976 im Judgement of Paris Anerkennung fand.
Es gibt in dem Gebiet über 30 Winzereien.
Die Santa Cruz Mountains beheimaten eine ungewöhnliche Fülle an Parks und geschützten offenen Flächen, bekannt ist unter anderem Kaliforniens ältester State Park, der Big Basin Redwoods State Park. Weitere State Parks sind unter anderem Castle Rock State Park, Portola Redwoods State Park, Butano State Park, Forest of Nisene Marks State Park, McNee Ranch State Park und Henry Cowell Redwoods State Park mit dem berühmten Redwood-Grove-Wanderpfad. Weiteres gesichertes Land ist unter anderem Midpeninsula Regional Open Space District, den Peninsula Open Space Trust (POST), den Sempervirens Fund und lokale Parkbezirke. Wandern, Reiten, Mountainbiking, Klettern und Rucksacktourismus sind beliebte Aktivitäten. Es gibt in der Gebirgskette zwei längere Wanderpfade: Der Skyline-to-the-Sea Trail, der bei einer Länge von 38 Meilen (58 km) vom Castle Rock State Park durch das Big Basin zum Pazifischen Ozean, und der Bay Area Ridge Trail, der, obwohl noch nicht durchgängig, parallel zum Skyline Boulevard entlang des Grats der Gebirgskette verläuft. Darüber hinaus gibt es mehrere Campingplätze in isolierten Gebieten, wodurch Ausflüge über weitere Strecken möglich werden. Castle Rock State Park hat offene Gesteinsflächen, an denen Rockclimbing und Bouldern möglich ist.

## Kulturgeschichte

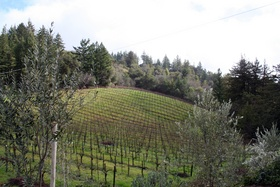
Weinberg in den Santa Cruz Mountains

Die vorherige historische Old Almaden Winery lag an den östlichen Tälern der Santa Cruz Mountains.
Es war die erste kommerzielle Winzerei in Kalifornien, es wurden unter anderem hochqualitative europäische Weinsorten angepflanzt.
Film-Regisseur Alfred Hitchcock und seine Frau Alma hatten ihren primären Wohnsitz in der Nähe der Scotts Valley, der Cornwall Ranch, die sie im September 1940 erwarben.
In den 1960ern entwickelte sich in den Santa Cruz Mountains eine starke gegenkulturelle Atmosphäre.
Die Familie Jerry García besaß ein Haus in der Kleinstadt Lompico, wo Garcia im Alter von vier Jahren der rechte Mittelfinger abgehackt wurde. Lompico bot außerdem Janis Joplin und der Gruppe Big Brother and the Holding Company einen Wohnsitz.
Der Autor und Anwalt Ken Kesey besaß ein Haus in La Honda, das als Heimatbasis für seine Merry Pranksters diente. Er unterhielt seine Freunde oft mit LSD-Partys, die er „Acid Tests“ nannte. Diese Partys wurden in einigen von Allen Ginsbergs Gedichten benannt und auch in Tom Wolfes The Electric Kool-Aid Acid Test sowie in Hells Angels: The Strange and Terrible Saga von Hunter S. Thompson beschrieben.
Im Jahr 1965 baute Science-Fiction-Autor Robert A. Heinlein in Bonny Doon auf einem Grundstück und lebte dort bis kurz vor seinem Tod im Jahr 1988.